# Touw

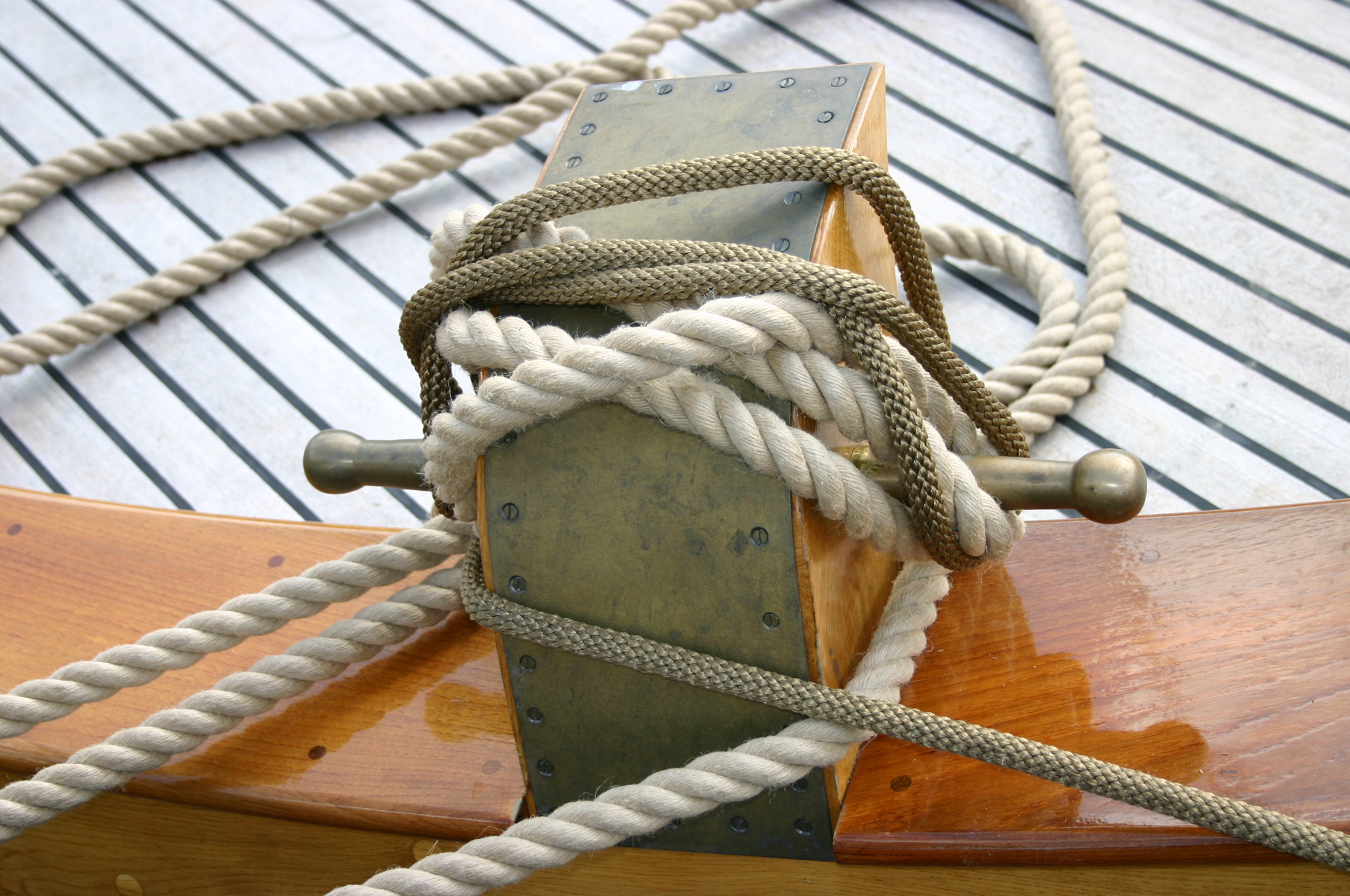
Gevlochten en geslagen touw

Een touw of koord is een middel om zaken bij elkaar te binden, of om trekkrachten over te brengen. In het laatste geval gebruikt men vaak een dikkere variant, kabel of zeel die bestaat uit ineengedraaide strengen. Dit zijn op hun beurt weer om elkaar heen gedraaide draden of vezels.
Een touw wordt gemaakt door dunne draden te vlechten of door vezels of strengen om elkaar heen te draaien; dit heet slaan. Touwen worden vervaardigd door een touwslager (of zeeldraaier) in een touwslagerij op een lijnbaan. Vroeger bestonden touwen vooral uit natuurlijke vezels, zoals hennep en vlas; tegenwoordig worden kunstvezels gebruikt, zoals nylon, polypropeen of polyester.
Met touw worden diverse knopen of steken gemaakt.

## Geschiedenis

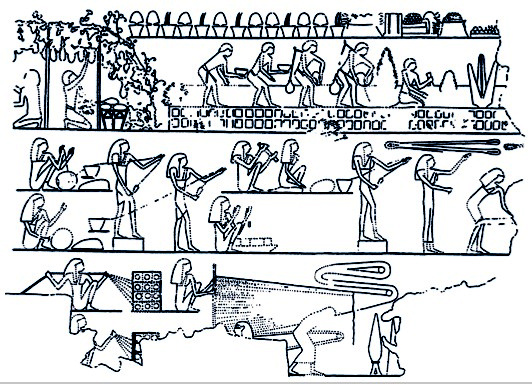
Touwfabricage in Egypte

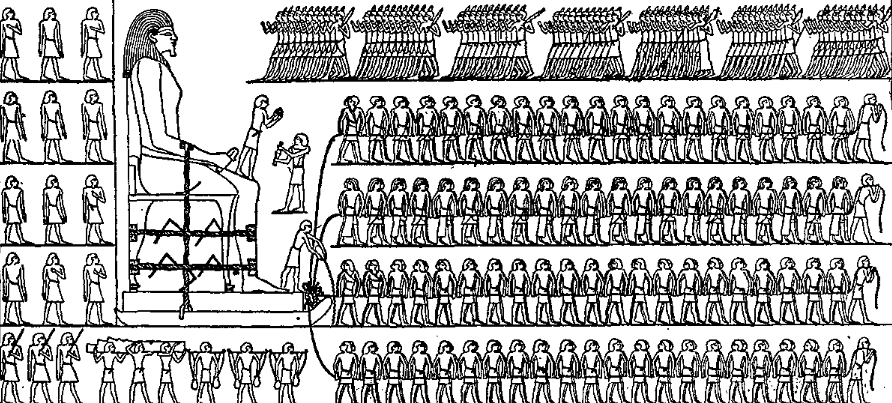
Gebruik van touw in Egypte

Kabels gemaakt van huid, haar en planten zijn al bekend uit de prehistorie. Minieme Zuid-Franse touwsporen uit een neanderthalersite worden beschouwd als de oudste bekende. De geweistaf was van ongeveer veertig- tot twintigduizend jaar geleden vermoedelijk een werktuig waarmee touw werd gemaakt. Zonder touw hadden de piramides en tempels in het oude Egypte niet gebouwd kunnen worden. In de oudheid werd de fabricage van touw verfijnd waarna er tot de negentiende eeuw weinig veranderde. Indien touw niet voldeed, bijvoorbeeld op schepen voor de grote vaart, dan maakte men wel gebruik van de sterkere ketting. De voordelen van beiden werden in de negentiende eeuw gecombineerd in de staalkabel waardoor het gebruik van touw afnam. Ten dele is dit gedurende de twintigste eeuw gekeerd door kunststofvezels die ondanks hun relatief geringe gewicht een grote treksterkte hebben, zoals polyamide, polyester, polypropeen en tegenwoordig ook dyneema. Trossen van polypropeen, vaak polyprops genoemd, werden populair in de scheepvaart als tros, omdat deze blijven drijven.

## Scheepvaart
Touwen zijn van groot belang in de scheepvaart. Het geheel van touwen, touwwerk, is mede een onmisbaar onderdeel van de tuigage van een zeilschip. Voor het afmeren en slepen van schepen worden trossen gebruikt.
Behalve in de binnenvaart wordt in de scheepvaart de benaming touw niet gebruikt. In plaats daarvan worden namen gebruikt die de functie van het touw aangeven, bijvoorbeeld meerlijn, tros voor vastleggen, val, schoot voor het manipuleren van zeilen. Als algemene benaming voor touw wordt lijn, een eind of end gebruikt.
In de binnenvaart wordt echter wel van touwen gesproken, al zijn die tegenwoordig meestal van kunststof vervaardigd. Vastmaken doet men daar ook met een voortouw en een achtertouw. En waar in de zee- en pleziervaart van een spring wordt gesproken, heeft men het in de binnenvaart over een steekeind.

## Sterkte
- Een onbeschadigde kabel die bestaat uit 100 even sterke om elkaar heen gedraaide touwen is 100 keer zo sterk als een van die touwen;
- Dezelfde kabel waarbij 'alle' touwen gebroken zijn (maar wel op een andere plaats) is 99 keer zo sterk als 1 touw.

## Dodelijke kracht
De sterkte en de spanning van sleeptrossen of trossen aan meerpalen is afhankelijk van het gebruikte materiaal, maar kan gemakkelijk vele tonnen bedragen. Door de trekkracht en de uitrekking verdunt de tros, waarna deze kan breken. Dit kan zelfs dodelijke verwondingen tot gevolg hebben.
De theorie dat iemand bij zo'n ongeluk compleet doormidden gekliefd zou kunnen worden, werd beproefd in een aflevering van MythBusters, maar kon niet worden bevestigd. Wel werd geconcludeerd dat het breken van een kabel die onder grote spanning staat dodelijke gevolgen kan hebben.
Staaldraad staat erom bekend dat het als een schaar werkt, als iemand een lichaamsdeel tussen draad en bolder steekt. Dat komt nogal eens voor als iemand in de lus aan dek stapt en het schip nog niet stilligt. Kunststoftouwen maken dan schade tot op het bot, staaldraden knippen het lichaamsdeel af.

## Materialen

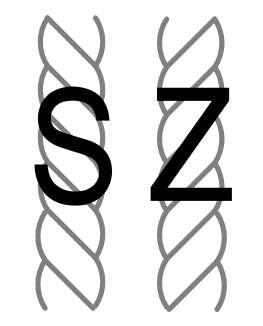
Op linkshandig geslagen touw kan een S worden getekend, op rechtshandig geslagen touw een Z

Voor touw kunnen diverse materialen toegepast worden. Vroeger werd touw uitsluitend gemaakt van natuurlijke grondstoffen, tegenwoordig hebben vanwege de treksterkte, slijtvastheid, weer- en windbestendigheid de kunststof materialen en ijzer/staal de voorkeur. Een aantal van de mogelijkheden:
- Natuurlijke stoffen
  - Katoen
Katoen wordt verkregen uit de katoenplant, het is ecru van kleur en voelt zacht aan. Katoentouw rekt.
  - Manilla
Manilla wordt gewonnen uit de bananenplant (Musa textilis), het is bruin van kleur en voelt vrij ruw aan. Manilla is sterker dan katoen, zo sterk als hennep en minder kwetsbaar. Het is wel zwaar om te hanteren, o.a.; bij het inhalen van de tros bij laag water en het ontmeren van zeeschepen. Het werd tot de Tweede Wereldoorlog veel gebruikt.
  - Sisal
Sisal wordt gewonnen uit de bladeren van de agave (Agave sisalana), is wit of ecru van kleur en voelt ruw aan. Sisaltouw is bestand tegen vocht en wordt daarom in vochtige omgevingen gebruikt.
  - Hennep
Hennep wordt gewonnen uit de stengel van de cannabis-plant (Cannabis sativa), het is lichtbruin van kleur en voelt redelijk zacht aan. Henneptouw is het sterkste natuurlijke touw. Het rot echter wel snel.
  - Kokospalm
Kokostouw wordt gemaakt van de vezels van de kokosnootdop. Het is de zwakste natuurlijke touwsoort. Daarom worden er vooral dikke touwen van gemaakt. Kokostouw rekt veel en blijft drijven. Wordt nog maar zelden gebruikt.

- Kunststoffen
  - Polyamide of nylon 
 Van polyamide wordt een sterke touwsoort gedraaid of gevlochten. Polyamide is zeer elastisch, kan tot 40% meegeven, en neemt na het weghalen van de spanning zijn oude vorm weer aan.
 Nylon was het eerste synthetische materiaal dat werd gebruikt voor het maken van touw. Als het nat is verliest het 5% tot 25% van zijn kracht. Het is slijtvast en drijft niet. Nylontrossen hebben een spanningtrekkracht van ongeveer 45 ton. Nylontrossen kunnen gevaarlijk zijn voor breken. Het geeft hetzelfde effect als een elastiek, maar dan 1000 keer zo veel. De slag die een persoon kan krijgen zijn meestal gebroken ledematen of zelfs in de meeste gevallen, een dodelijk afloop.
  - Polyester
Polyester heeft een hoge breekkracht, wordt niet door vocht aangetast, maar is minder sterk dan polyamide. Polyester rekt veel minder, waardoor het voor niet-rekkende lijnen goed gebruikt kan worden. Een polyestertouw drijft niet. Er is ook voorgerekt polyestertouw verkrijgbaar.
  - Polypropeen
Polypropeen is minder sterk dan polyamide of polyester, maar is veel goedkoper te produceren. Polypropeentouw blijft goed drijven. Het kan echter niet tegen ultravioletlicht. Omdat dit materiaal soepeler is wordt het vooral gebruikt voor trimlijnen op zeilboten.
  - Polyethyleen
Polyethyleen is goedkoop en licht, maar heeft een laag smeltpunt. Het levert een vrij stugge touwsoort op.
  - Aramide
Aramide (Kevlar, Twaron) is een op de polyamides lijkende vezel, maar is veel sterker. Het is 5 à 8 keer zo sterk als staal (bij gelijk gewicht). Er zit vrijwel geen rek in. Deze kunstvezels kunnen slecht tegen strakke krommingen en knopen, de trekkracht neemt dan af. Wordt doorgaans als kern van een gevlochten touw gebruikt met b.v. een polyestermantel.
  - Dyneema
Dyneema is een van de super-vezels. Het wordt gemaakt van polyethyleen (Hoog module polyethyleen HMP), maar lijkt daar niet meer op. Het is enorm sterk, tot 15 maal zo sterk als staal (bij een gelijk gewicht aan materiaal). Dyneema is licht, drijft op water en is waterbestendig. Dit materiaal wordt als trekkabel gebruikt bij het zweefvliegen.

- Metaal
  - Staal
Ook een draad van staal kan door touw worden gevlochten. Als enkele draad wordt het gebruikt in verpakking, meerdere draden gedraaid in een kabel. De kabel heeft een grote treksterkte, maar is moeilijk te hanteren en niet soepel.